# 반달돌칼

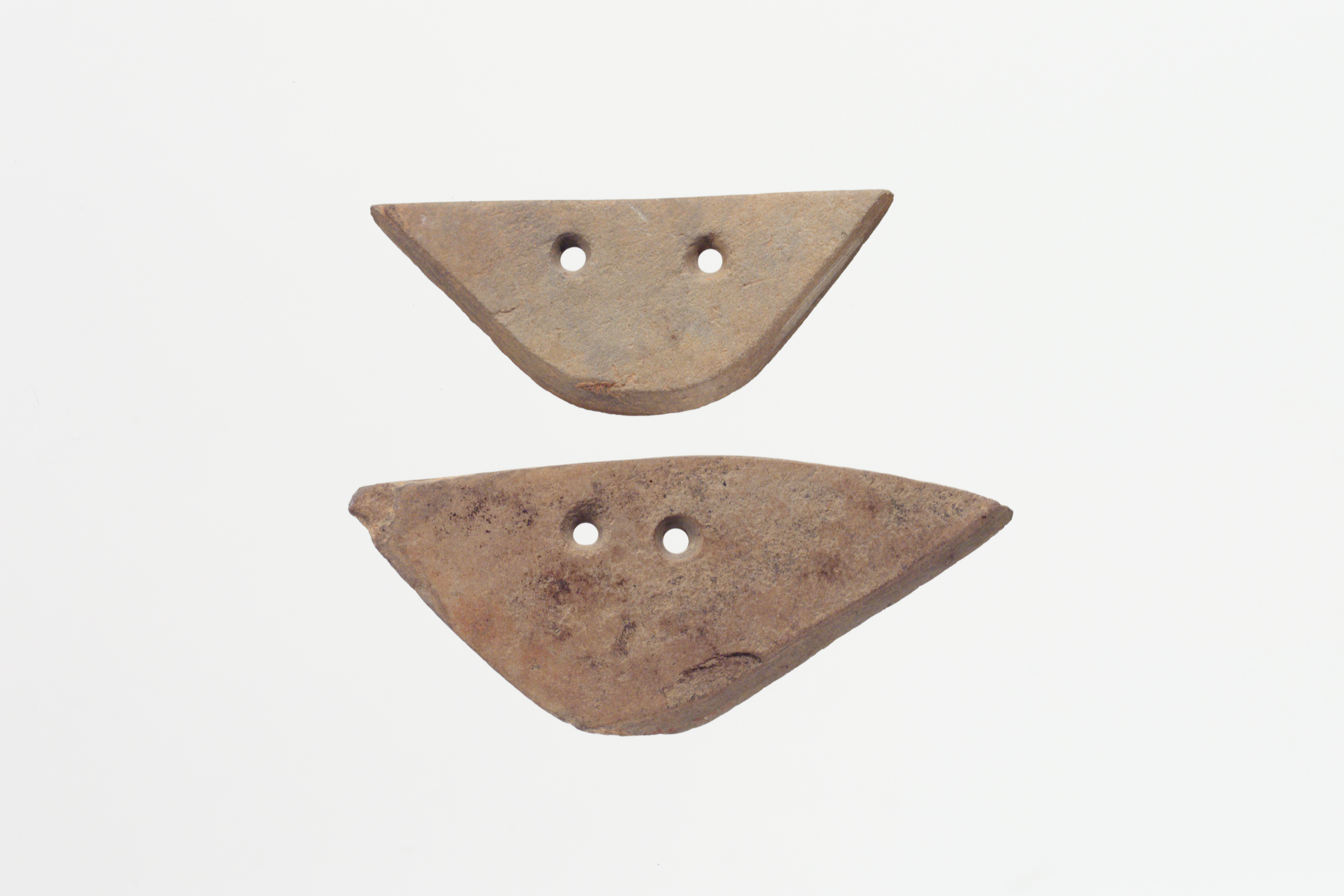
부여 송국리 유적 출토 반달돌칼

반달돌칼은 청동기 시대에 사용한 석기이다. 그 생김새가 대체로 한쪽이 곧고 다른 한쪽이 둥근 반달처럼 생겼다 해서 반달돌칼이라고 한다. 형태에 따라 어형(魚形)·주형(舟形)·즐형(櫛形)·장방형(長方形)·삼각형(三角形)으로 세분된다. 랴오허강 유역에서부터 한반도 남단에 이르기까지 전역에 걸쳐 분포한다.
경상남도 창원시 외동의 성산마을에 있는 청동기시대 말기부터 삼국시대에 걸친 시기의 반월형석도(半月形石刀) 사적 제240호이다. 청동기시대에 곡식의 낟알을 거두어들이는 데 쓰던  농기구이다. 이칭 반월 형석도이며 선사/청동기 시대에 주로 사용한 것으로 보인다. 소장처는 국립경주박물관이며 제작 시기와 일시는 청동기 시대이다. 재질은 돌이다. 반달 돌칼은 한쪽은 곧고, 다른 한쪽은 반달 모양이라고 하여 반달 돌칼이라고 하며, 반달 모양이 일반적이지만 긴 네모 모양이나 삼각형 모양인 것도 있다.

## 개요
주로 점판암계통의 석재를 이용해 타원형이나 반월형 등의 편편한 형태를 하고 있으며 중앙부에 한 두 개의 구멍이 뚫려 있다. 그 생김새가 대체로 한쪽이 곧고 다른 한쪽이 둥근 반달처럼 생겼다 해서 반달돌칼이라고 한다. 수확구(收穫具)의 일종이며 한반도 전역에 걸쳐 출토되고 있다. 청동기시대의 곡식의 이삭을 따는 도구로 몸체에 구멍이 뚤려 있고 이 구멍에 끈을 꿰어 손에 걸어서 사용하였다. 반달돌칼이 처음에는 밭작물의 수확용구로 쓰였지만 서남부의 삼각형석도는 벼 수확 전용으로 사용된 것으로 보인다. 반달돌칼은 수확 도구로서의 용도 외에도 물질을 자르거나 베는 칼의 기능과 함께 삼의 껍질을 벗기는 삼칼로서도 이용되었다. 청동기 시대를 대표하는 유물이다.

## 역사
반달돌칼은 원래 중국 화북지방 농경문화의 수확도구로 출발한 것이나, 신석기시대 말부터 중국 동북 지방에서 전파되기 시작하여 청동기 시대의 수확 용구로 확고히 자리를 잡았다. 반달돌칼은 농경의 도구임이 분명하나 농경의 시작과의 관계는 명확하지가 않다. 반달칼 사용 이전인 황해도 지탑리 지층에서 탄화된 조와 함께 곰베괭이가 발견되어 반달칼 이전으로 농경이 소급될 증거가 있다. 게다가 반달칼은 수확의 도구이지 재배하는 도구는 아니라는 점에서 반달칼과 농경의 관계는 아직 불분명하다. 다만 삼각형돌칼이 남한지역과 일본의 도작의 증거라는 것에는 의문의 여지가 없다. 이러한 돌칼은 돌낫과 함께 청동기시대 후기까지 주요 수확구로서 계속 사용되었으나 초기 철기 시대에 이르러 철제 반달칼 ·철제 낫 등으로 대체되었다. 한국에서 이처럼 반달칼이 많이 드러나는 사실은 그때 사람들의 생산 활동에서 농업의 비중이 컸다는 것을 말하여 주고 이 칼은 일본으로도 전파되었다. 일본에서는 야요이 시대 초기에 삼각형과 단주형(短舟形)의 돌칼이 발견되는데, 이들 모두는 한반도에서는 가장 늦은 시기의 것이고 남부지방에서 성행한 것으로 일본에의 농경 전파와 관련이 있는 것으로 보인다.
우리나라의 주형석도를 창강유역의 그것과 결부시키는 학설도 있으나, 우리나라의 주형은 요동반도의 어형에서 자체적으로 발전한 것으로 보인다. 반월형석도의 전파는 중국 화북농경문화의 유입과 밀접한 관계가 있다. 처음에는 잡곡농사와 관련된 수확구로 쓰이다가 벼농사와 본격적으로 결부된 것은 단주형석도와 삼각형석도가 성행한 시기 이후부터인 것으로 생각된다. 반달돌칼은 농경의 도구임이 분명하나 농경의 시작과의 관계는 명확하지가 않다. 반달칼 사용 이전인 황해도 지탑리 지층에서 탄화된 조와 함께 곰배괭이가 발견되어 반달칼 이전으로 농경이 소급될 가능성을 시사해주고 있다. 게다가 반달칼은 수확의 도구이지 재배하는 도구는 아니라는 점에서 반달칼과 농경의 관계는 아직 불분명하다. 이러한 돌칼은 돌낫(石鎌)과 함께 청동기시대 후기까지 주요 수확구로서 계속 사용되었으나 초기 철기 시대에 이르러 철제반달칼, 철제낫 등으로 대체되었다.

## 분류
전체적인 형태와 날부분과 등부분의 형상, 즉 외형에 따라 여러 가지로 나눌 수 있다. 대체로 물고기 모양[魚形] ·배 모양[舟形] ·장방형 ·삼각형으로 분류되는데, 직사각형과 반달형이 기본형이며 후기에는 삼각형이 출현한다.

### 반월형석도
반월형석도는 형태상 어형(魚形)·주형(舟形)·즐형(櫛形)으로 분류되며 여기에 일반적으로 장방형 및 삼각형석도(三角形石刀)도 첨가된다. 장방형석도는 등과 날이 모두 곧은 형태로 날은 대부분 양인(兩刃)이다. 주로 동북지방에 집중분포하고 있으며 압록강 중·상류유역에도 상당수 발견되었다. 신석기시대 말기와 청동기시대에 다량 출토되고 있다.그리고 동북지방은 반달돌칼문화가 전파되었지만 농경이 어려워서인지 반달칼이 널리 쓰이지 않았으며, 장방형의 돌칼이 많이 쓰였다. 반월형석도는 중국의 황하 중·상류유역에서 양사오(仰韶)시기에 발생해 이후 동아시아 전역에 전파되었다. 중국에서 최초로 발생한 형태는 양측결구(兩側缺口)의 타제장방형도이며 마제의 장방유공도(長方有孔刀)는 전자보다 약간 늦은 양사오 중기부터 출현하였다. 이후 장방단공(長方單孔)은 황하 중류(黃河中流)에서, 장방쌍공(長方雙孔)은 황하 하류에서 성행하였다.

### 즐형석도
즐형석도는 외만배(外彎背)에 직인(直刃)이 붙은 형식으로 대부분 양인이다. 청동기시대 전기부터 압록강 중·상류유역과 동북지방에서 많이 발견되고 있다. 초기철기시대에 보이는 철제반월도도 대부분 이 형식이다. 어형석도는 날과 등이 모두 외만한 것으로 단인(單刃)이 많다. 신암리·용연리(龍淵里)·서포항(西浦項) 등에서 신석기 말기부터 출현해 압록강 하류에서는 청동기시대에도 계속 주류를 이룬다. 대동·재령강유역 및 중남부지방에서도 일부 출토된다. 어형석도는 날과 등이 모두 외만한 것으로 단인(單刃)이 많다. 신암리, 용연리(龍淵里), 서포항(西浦項) 등에서 신석기 말기부터 출현해 압록강 하류에서는 청동기시대에도 계속 주류를 이루동재령강강유역 및 중남부지방에서도 일부 출토된다. 주형석도는 등이 곧고 날이 외만한 형태로 단주형(短舟形)과 장주형(長舟形)으로 다시 구분된다. 장주형은 대동·재령강유역의 팽이형토기 유적과 밀접한 관계를 가진다. 청동기 전기에는 길이 20cm 안팎에 장폭비(長幅比) 3.5:1에서 4:1 사이가 주류를 이루고, 후기에 들어가면서 장폭비가 5:1이 넘는 특대화(特大化)된 형태도 나타나며, 한편으로는 3:1에서 3.2:1 사이로 장폭비가 줄어드는 경향도 보인다. 장주형(長舟形) 돌칼은 한국 서북지방의 고인돌 및 팽이형토기문화와 결합하여 쓰였다는 것이 통설이다. 장방형돌칼은 대부분 양날[兩刃]로 동북지방과 압록강 중상류 유역에서 상당수 발견되며, 남하하여 여주 흔암리에서도 쓰이게 되었다. 가장 일반적인 형식으로 등이 곧고 날이 휜 주형(舟形)은 대동강유역, 한강유역 등 중서부지방에서 성행하였으며, 장방형은 동북지방에서 주로 출토되었다. 반면 금강 이남의 서남지역에서는 양변에 엇날을 단 삼각형석도가 크게 유행했다.

### 단주형석도
단주형은 장주형이 장폭비가 줄어들면서 발생한 것으로 보이며, 길이 15cm 전후에 장폭비 2.5:1에서 3:1 사이가 많고, 주로 중부지방 이남에서 청동기시대 중기와 후기에 성행하였다. 단주형(短舟形)은 장주형에서 발전한 형식으로 남한의 전지역에서 쓰여지며, 삼각형 돌칼은 영암 월송리, 부여 송국리, 대평리와 같이 남한만의 지역성이 심화된 것이다. 삼각형석도는 삼각형의 양변에 날을 세운 것으로 양변의 날을 서로 반대되도록 간 엇날인 것이 특징이고단주형석도와 공반되는 경우가 많은데 청동기시대 중기와 후기에 서남부지방에서 성행하였다.

### 어형석도
어형석도는 요서(遼西)의 홍산문화(紅山文化)에서 처음 출현해 이후 요동반도에서 성행하였다. 즐형 및 주형은 하남 용산문화(河南龍山文化)에서 주로 조개를 이용한 형태로 나타나 이후 특히 창강(長江)유역에서 주류를 이뤘다.

## 사용법
중앙부에 한 두 개의 구멍이 뚫려 있다. 이 구멍 사이에 끈을 꿰어 끈 사이로 손가락을 집어넣어 사용하였다.반달칼의 한복판에나 혹은 등쪽으로 약간 치우친 곳에는 보통 한 개 내지 두 개의 구멍이 뚫려 있는데 이 구멍 사이에 끈을 꿰어 끈 사이로 손가락을 집어 넣어 사용하였다.  반달 돌칼의 구멍에 끈을 꿰어서 사용하였으며, 주로 이삭을 자르는 데 이용하였다.
반달 돌칼의 사용 3단계
1. 먼저 가운데 뚫린 두 개의 구멍에 줄을 끼운다.
2. 줄을 손에 걸고 반달 돌칼을 쥔다.
3. 이제 벼 이삭을 자른 후 목을 꺾는다.

## 참고 문헌
- 「한도선사시대출토(韓半島先史時代出土) 곡류(穀類)와 농구(農具)」(지건길·안승모, 『한국(韓國)의 농경문화(農耕文化)』, 경기대학출판부, 1983)
- 「한국(韓國) 반월형석도(半月形石刀)에 대한 일고찰(一考察)」(김원룡, 『사학지(史學志)』 6, 1972)
- 「한국(韓國) 적수석도(摘穗石刀)의 연구(硏究)」(최숙경, 『역사학보(歷史學報)』 13, 1960)
- 「日本稻作の系譜」 下-石危丁について-(石毛直道, 『史林』 51-6, 1968)
- 반달돌칼 (한국민족문화대백과, 한국학중앙연구원)
- 두산백과  두산백과http://www.doopedia.co.kr
- 생방송 한국사 1 : 한국사 더 쉽고 재밌고 생생하게!, 선사 시대 · 고조선 2017.01.20.http://tv.naver.com/owlbooknews
- 한반도 선사시대출토 곡류와 농경(지건길·안승모, 한국의 농경문화, 경기대학교출판부, 1983년)
- 한국반달돌칼에 관한 일고찰(김원용, 사학지 6, 단국대학교, 1960년)